# Скорых, Александр Митрофанович
Александр Митрофанович Скорых (27 января 1939, Дружковка, Сталинская область, УССР, СССР — 5 мая 2020) — председатель Донецкого отделения Национального союза художников Украины, скульптор. Заслуженный деятель искусств Украины (2010).

## Биография
Родился 27 января 1939 года в Дружковке.
В 1960 году закончил Луганское государственное художественное училище.
Член национального союза художников Украины с 1975 года. Много лет был председателем Донецкого отделения Национального союза художников Украины, а также главой правления Донецкого союза художников. В 2005 году был награждён почётной грамотой Верховной Рады Украины. В 2010 году был награждён почётным званием «Заслуженный деятель искусств Украины».
Скончался 5 мая 2020 года.

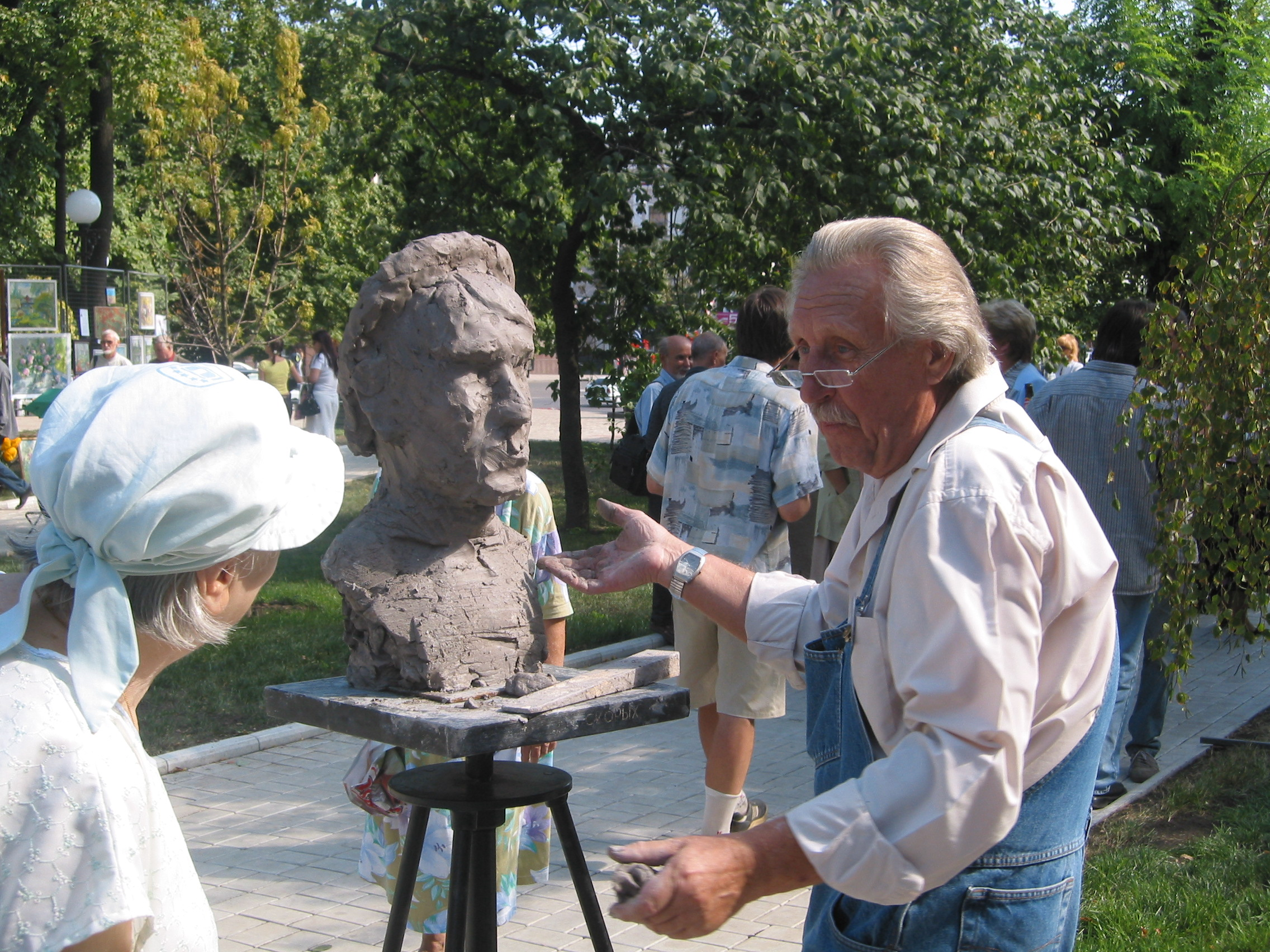
Александр Скорых на «Празднике Театрального сквера» в рамках 5-го городского фестиваля «Розы Донецка»
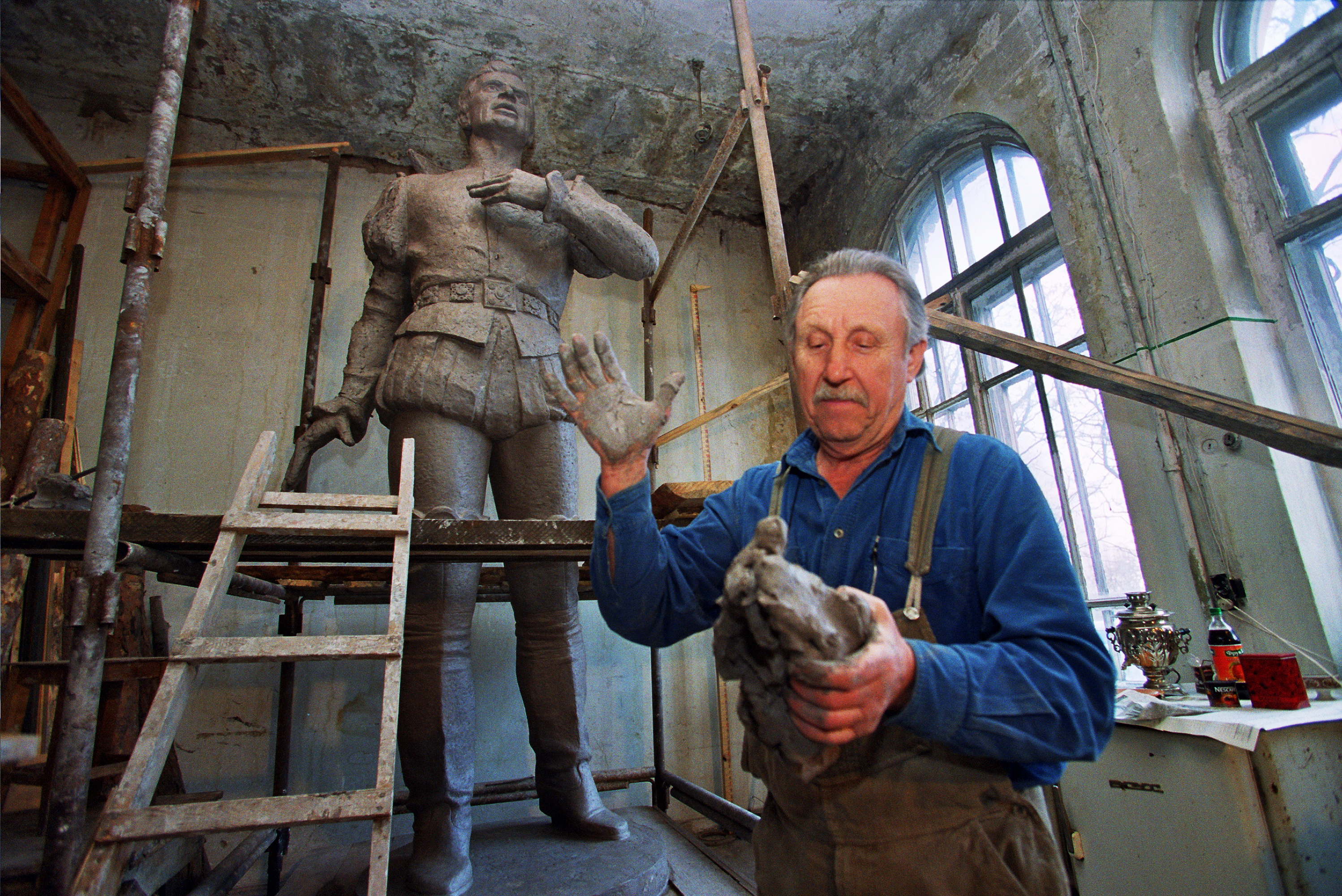
Александр Скорых работает над памятником Анатолию Соловьяненко
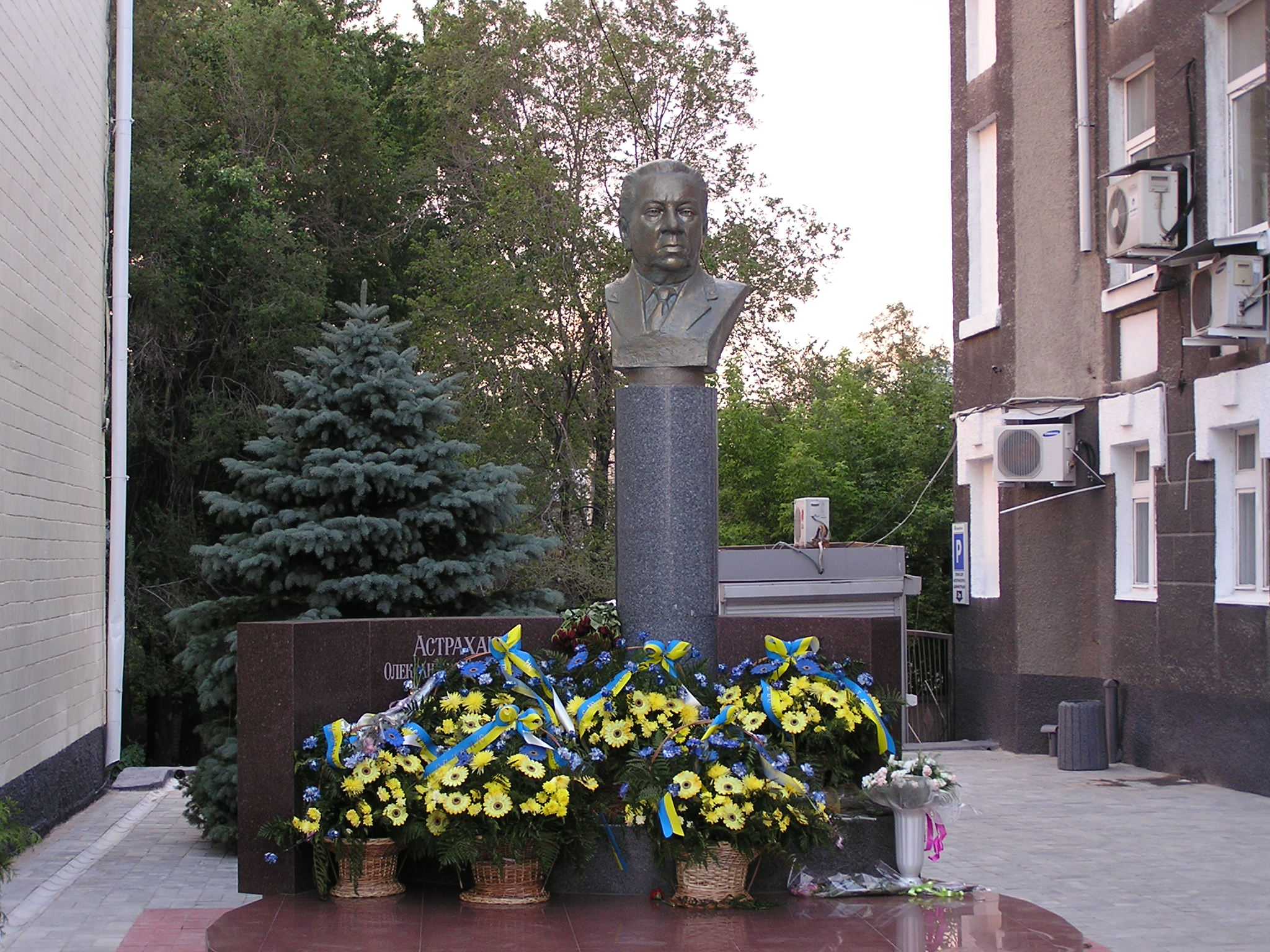
памятник Александру Зиновьевичу Астраханю
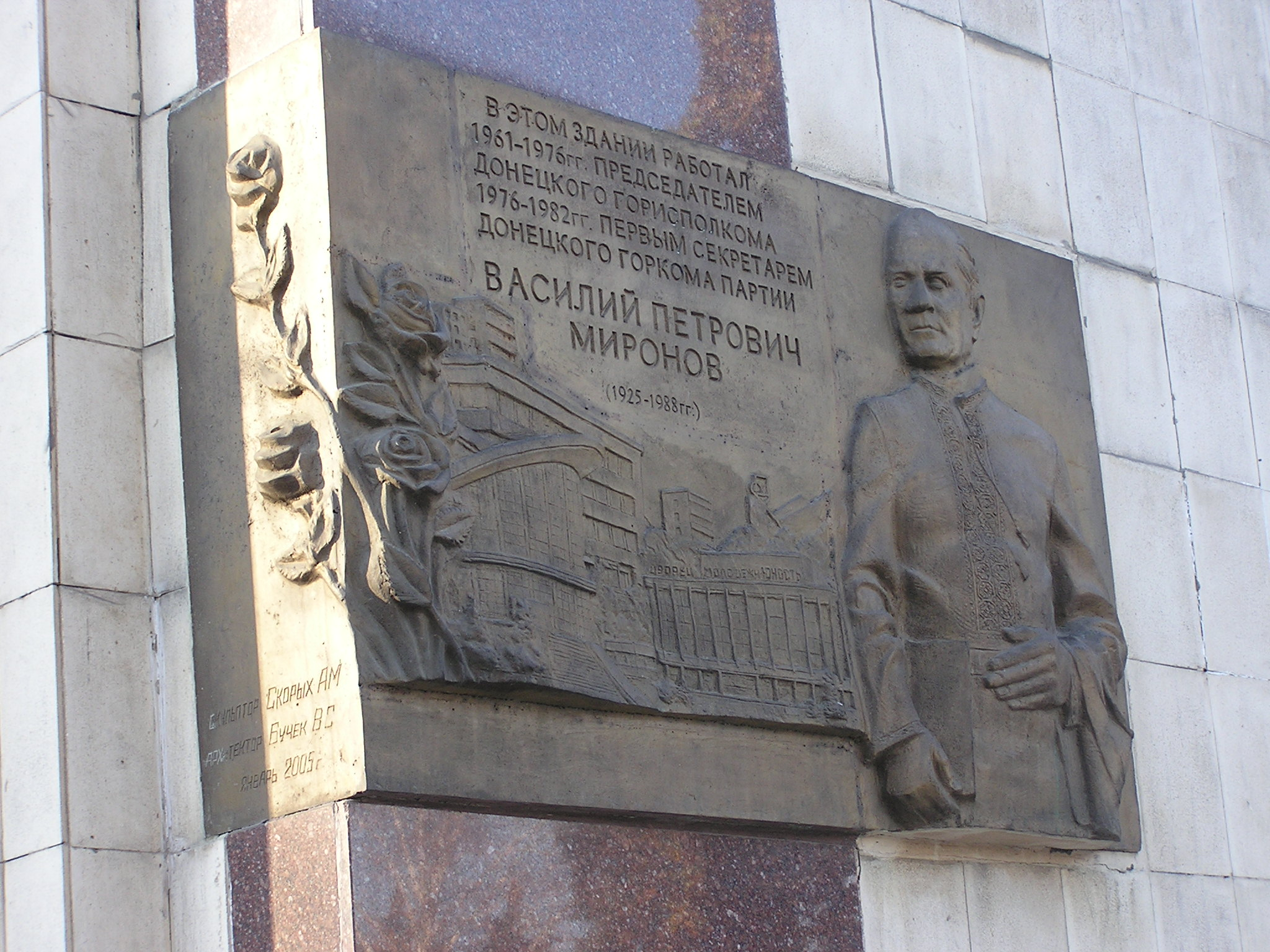
мемориальная доска в честь Василия Петровича Миронова

## Скульптурные работы
Автор следующих памятников Донецка:
- 1967 — бюст Евгению Трофимовичу Абакумову
- 2001 — памятник Джону Юзу
- 2002 — памятник Анатолию Соловьяненко (совместно с архитектором — Виталием Евгеньевичем Вязовским).
- 2005 — мемориальная доска в честь Василия Петровича Миронова
- 2007 — памятник Александру Зиновьевичу Астраханю
- 2015 — памятник Григорию Васильевичу Бондарю[4]

Автор следующих памятников Мариуполя:
- бюст Карповa

Другие работы: «Портрет участника Донецкого подполья К. Беленко» (1973); «Портрет бригадира шахты имени Засядько И. Манекина» (1985), проекты памятников Льву Толстому, Сергею Прокофьеву и женщинам Донбасса, композиция «Все на футбол!».